# Marc-Émile Ruchet
Marc-Émile Ruchet (ur. 14 września 1853 w Saint-Saphorin-sur-Morges, zm. 13 lipca 1912 w Bernie) – szwajcarski polityk, członek Rady Związkowej od 14 grudnia 1899 do 9 lipca 1912, wolnomularz. Kierował następującymi departamentami:
- Departament Spraw Wewnętrznych (1900–1903, 1906–1910, 1912)
- Departament Finansów (1904)
- Departament Polityczny (1905 i 1911)[2]

Był członkiem Radykalno-Demokratycznej Partii Szwajcarii.
Pełnił funkcje wiceprezydenta (1904, 1910) i prezydenta (1905, 1911) Konfederacji.